# Molitg-les-Bains
Molitg-les-Bains (Molig in catalano) è un comune francese di 228 abitanti situato nel dipartimento dei Pirenei Orientali nella regione dell'Occitania.

## Società

### Evoluzione demografica
Abitanti censiti